# Pallanuoto ai campionati mondiali di nuoto 2022
I tornei di pallanuoto ai campionati mondiali di nuoto 2022 si sono svolti dal 20 giugno al 3 luglio 2022 presso lo stadio del nuoto Alfréd Hajós di Budapest e le piscine comunali di Debrecen, Seghedino e Sopron. Si è trattato della 19ª edizione del torneo maschile e della 15ª edizione di quello femminile. Le squadre partecipanti sono state 16 per ciascuno dei due tornei.

## Calendario
| P | Turno preliminare | ⅛ | Ottavi | ¼ | Quarti | ½ | Semifinali | F | Finali |

| Torneo    | Giugno / luglio 2022 | Giugno / luglio 2022 | Giugno / luglio 2022 | Giugno / luglio 2022 | Giugno / luglio 2022 | Giugno / luglio 2022 | Giugno / luglio 2022 | Giugno / luglio 2022 | Giugno / luglio 2022 | Giugno / luglio 2022 | Giugno / luglio 2022 | Giugno / luglio 2022 | Giugno / luglio 2022 | Giugno / luglio 2022 |
| Torneo    | 20                   | 21                   | 22                   | 23                   | 24                   | 25                   | 26                   | 27                   | 28                   | 29                   | 30                   | 1                    | 2                    | 3                    |
| --------- | -------------------- | -------------------- | -------------------- | -------------------- | -------------------- | -------------------- | -------------------- | -------------------- | -------------------- | -------------------- | -------------------- | -------------------- | -------------------- | -------------------- |
| Maschile  |                      | P                    |                      | P                    |                      | P                    |                      | ⅛                    |                      | ¼                    |                      | ½                    |                      | F                    |
| Femminile | P                    |                      | P                    |                      | P                    |                      | ⅛                    |                      | ¼                    |                      | ½                    |                      | F                    |                      |

## Podi
| Evento                          | Oro         | Argento  | Bronzo      |
| ------------------------------- | ----------- | -------- | ----------- |
| Pallanuoto maschile (dettagli)  | Spagna      | Italia   | Grecia      |
| Pallanuoto femminile (dettagli) | Stati Uniti | Ungheria | Paesi Bassi |

## Medagliere
| Pos.   | Paese       | Oro | Argento | Bronzo | Totale |
| ------ | ----------- | --- | ------- | ------ | ------ |
| 1      | Spagna      | 1   | 0       | 0      | 1      |
| 1      | Stati Uniti | 1   | 0       | 0      | 1      |
| 3      | Italia      | 0   | 1       | 0      | 1      |
| 3      | Ungheria    | 0   | 1       | 0      | 1      |
| 5      | Grecia      | 0   | 0       | 1      | 1      |
| 5      | Paesi Bassi | 0   | 0       | 1      | 1      |
| Totale | Totale      | 2   | 2       | 2      | 6      |